# Ferdinand Buffa
Ferdinand Buffa (ur. 22 stycznia 1926 w Dlhej Lúce (dziś część Bardejowa), zm. 2012) – słowacki językoznawca. Zajmował się dialektologią słowacką; wniósł także wkład w dziedzinie terminologii.

## Życiorys
W latach 1945–1950 studiował na Wydziale Filozoficznym Uniwersytetu Komeńskiego w Bratysławie (język słowacki i filozofia). W 1950 r. uzyskał „mały doktorat” (PhDr.). W 1960 r. został kandydatem nauk, w 1964 r. został powołany na stanowisko docenta.
Od 1950 r. był zatrudniony w Instytucie Językoznawstwa im. Ľudovíta Štúra. 
Był lektorem języka polskiego na Uniwersytecie Komeńskiego. Autor praktycznych podręczników języka polskiego; współtwórca słowników słowacko-polskich.
Członek rad redakcyjnych czasopism „Slovenská reč” (od 1967) i „Slovenské odborné názvoslovie” (1953–1961).

## Wybrana twórczość
- Nárečie Dlhej Lúky v Bardejovskom okrese (Bratysława 1953)
- Vznik a vývin slovenskej botanickej nomenklatúry (Bratysława 1972)
- Šarišské nárečia (Bratysława 1995)
- Poľsko-slovenský frazeologický slovník (Preszów 1998)
- Z poľsko-slovenských jazykových vzťahov. Konfrontačný náčrt. Vydané z príležitosti XIII. medzinárodného zjazdu slavistov v Krakove 1998 (Preszów 1998)
- Slovník šarišských nárečí (Preszów 2004)
- Moja Dlhá Lúka (Preszów 2004)
- Odveké múdrosti šarišského ľudu (Preszów 2007)